# اوزگه اوزاجار
اوزگه اوزاجار (انگلیسی: Özge Özacar؛ زادهٔ ۲۲ آوریل ۱۹۹۵) بازیگر اهل ترکیه است.